# Orthotrichum penicillatum
Orthotrichum penicillatum är en bladmossart som beskrevs av Mitten 1869. Orthotrichum penicillatum ingår i släktet hättemossor, och familjen Orthotrichaceae. Inga underarter finns listade i Catalogue of Life.